# Leader dell'Appello Cristiano Democratico
Il leader dell'Appello Cristiano Democratico è colui che funge da capolista (lijsttrekker) per l'Appello Cristiano Democratico alle elezioni della Tweede Kamer, la seconda camera dei Paesi Bassi. Di solito il leader del partito ricopre la carica di capogruppo nella Tweede Kamer, ma a volte può far parte del governo. 
Il primo leader del partito e lijsttrekker fu Dries van Agt. L'attuale leader è Henri Bontenbal dal 14 agosto 2023.

## Elenco
|                                               |  | Dries van Agt (1931–2024)       | 10 dicembre 1976 – 25 ottobre 1982 (5 anni e 319 giorni) | KVP | 1977 1981 1982      |
|                                               |  | Ruud Lubbers (1939–2018)        | 25 ottobre 1982 – 29 gennaio 1994 (11 anni e 96 giorni)  |     | 1986 1989           |
|                                               |  | Elco Brinkman (1948)            | 29 gennaio 1994 – 16 agosto 1994 (0 anni e 199 giorni)   |     | 1994                |
|                                               |  | Enneüs Heerma (1944–1999)       | 16 agosto 1994 – 27 marzo 1997 (2 anni e 254 giorni)     | ARP |                     |
|                                               |  | Jaap de Hoop Scheffer (1948)    | 27 marzo 1997 – 1° ottobre 2001 (4 anni e 157 giorni)    | D66 | 1998                |
|                                               |  | Dr. Jan Peter Balkenende (1956) | 1° ottobre 2001– 9 giugno 2010 (8 anni e 251 giorni)     |     | 2002 2003 2006 2010 |
|                                               |  | Maxime Verhagen (1956)          | 9 giugno 2010 – 30 giugno 2012 (2 anni e 21 giorni)      |     |                     |
|                                               |  | Sybrand van Haersma Buma 1965)  | 30 giugno 2012 – 22 maggio 2019 (6 anni e 326 giorni)    |     | 2012 2017           |
|                                               |  | Hugo de Jonge (1977)            | 15 luglio 2020 – 10 dicembre 2020 (0 anni e 148 giorni)  |     |                     |
| Vacante (10 dicembre 2020 – 11 dicembre 2020) |  |                                 |                                                          |     |                     |
|                                               |  | Wopke Hoekstra (1975)           | 11 dicembre 2020 – 14 agosto 2023 (2 anni e 246 giorni)  |     | 2021                |
|                                               |  | Henri Bontenbal (1982)          | 14 agosto 2023 – in carica (1 anno e 223 giorni)         |     | 2023                |